# Juan Borraz
Juan Borraz (ur. 15 sierpnia 1946 w Maladze) – hiszpański lekkoatleta, średniodystansowiec.
Wystąpił na europejskich igrzyskach halowych w 1969 Belgradzie w biegu na 800 metrów, lecz odpadł w eliminacjach.
Zdobył srebrny medal na tym dystansie na halowych mistrzostwach Europy w 1970 w Wiedniu, ulegając jedynie Jewhenowi Arżanowowi ze Związku Radzieckiego, a wyprzedzając Jože Međimureca z Jugosławii. Później startował jeszcze trzykrotnie w halowych mistrzostwach Europy, zawsze w biegu na 1500 metrów. W 1972 w Grenoble zajął 4. miejsce, a w 1971 w Sofii i 1973 w Rotterdamie odpadał w przedbiegach.
Był mistrzem Hiszpanii w biegu na 800 metrów w 1970, a w hali mistrzem Hiszpanii na tym dystansie w latach 1969–1971 i 1974.